# جيرالد ماي
جيرالد ماي (بالإنجليزية: Gerald May)‏ هو طبيب نفسي أمريكي، ولد في 12 يونيو 1940 في هيلزدال في الولايات المتحدة، وتوفي في 12 أبريل 2005 في بالتيمور في الولايات المتحدة.